# Friedrich Dessauer
Friedrich Dessauer (Aschafemburgo, 19 de julho de 1881 – Frankfurt am Main, 16 de fevereiro de 1963) foi um físico alemão, especialmente um biofísico na Alemanha, Turquia (1934 a 1937) e suíça, pioneiro da radiografia, filósofo, deputado no Reichstag pelo Partido do Centro Alemão, empresário socialmente engajado e publicista.

## Vida
Friedrich Dessauer foi o décimo filho de um casal de empresários. Seu pai Philipp Dessauer (1837–1900), descendente de Alois Dessauer, foi o fundador da Fábrica de Papel Branco e Celulose de Aschaffenburg ("Weißpapier- und Cellulosefabrik Aschaffenburg"). Sua mãe, Elisabeth Maria Karoline Vossen (1843–1920), era filha do fabricante de tintas Franz Daniel Vossen, de Liège. Tio de Guido Dessauer. Na juventude ficou fascinado por pesquisas científicas e médicas, especialmente os raios X descobertos por Wilhelm Conrad Röntgen em Würzburg em 1895 e suas aplicações médicas.
Seu nome está registrado no Livro de Honra dos Radiologistas de Todas as Nações e consequentemente gravado no Monumento da Radiologia em Hamburgo, Alemanha.

## Condecorações
- Cavaleiro da Ordem de São Silvestre Papa
- Ordem do Mérito da República Federal da Alemanha (1956)
- Placa Goethe da Cidade de Frankfurt am Main (1951)
- Plaqueta Röntgen da cidade de Remscheid (1956)
- doutor honoria causa em medicina (Frankfurt am Main 1951), em teologia (Würzburg 1952) e de ciências da engenharia (Darmstadt 1956)

## Obras
- Leitfaden des Roentgenverfahrens. 1903; 6. Auflage 1924.
- Die Versuchung des Priesters Anton Berg (unter dem Pseudonym Jakob Stab). Josef Kösel Verlag, München 1921.
- Zur Therapie des Karzinoms mit Röntgenstrahlen.Vorlesungen über die physikalischen Grundlagen der Tiefentherapie. Verlag Theodor Steinkopff, Dresden/ Leipzig 1922.
- Dosierung und Wesen der Röntgenstrahlenwirkung in der Tiefentherapie. Leipzig 1924.
- Leben, Natur, Religion: das Problem der transzendenten Wirklichkeit. Cohen,  Bonn 1924.
- Philosophie der Technik. Das Problem der Realisierung. Cohen,  Bonn 1927.
- Befreiung der Technik (mit Karl A. Meissinger). J.G. Cotta’sche, Stuttgart / Berlin 1931.
- Zehn Jahre Forschung auf dem physikalisch-medizinischen Grenzgebiet. Leipzig 1931.
- Wissen und Bekenntnis: Erörterung weltanschaulicher Probleme mit besonderer Berücksichtigung des Buches „Weltbild eines Naturforschers“ von Arnold Heim. Walter, Olten 1944.
- com Franz Xaver von Hornstein: Seele im Bannkreis der Technik. Otto Walter, Olten 1945; 2., verbesserte und erweiterte Auflage ebenda/ Freiburg im Breisgau 1952.
- Weltfahrt der Erkenntnis. Leben und Werk Isaac Newtons. Rascher, Zürich 1945.
- Wilhelm C. Röntgen. Die Offenbarung einer Nacht. Walter, Olten 1945; 2. Auflage 1946.
- Atomenergie und Atombombe. Fassliche wissenschaftliche Darstellung und Würdigung. Otto Walter, Olten 1945; 2., erweiterte Auflage Josef Knecht, Frankfurt am Main 1948.
- Mensch und Kosmos. Ein Versuch. Otto Walter, Olten 1948; 2. Ausgabe Josef Knecht, Frankfurt am Main 1949.
- Religion im Lichte der heutigen Naturwissenschaft. Josef Knecht, Frankfurt am Main 1950.
- Naturwissenschaftliches Erkennen; Beiträge zur Naturphilosophie. Verlag Josef Knecht, Frankfurt am Main 1951
- Die Teleologie in der Natur. Ernst Reinhardt, München/ Basel 1949 (= Glauben und Wissen. Band 3).
- Begegnung zwischen Naturwissenschaft und Theologie. Knecht, Frankfurt am Main
- Auf den Spuren der Unendlichkeit. Knecht, Frankfurt am Main
- Weltmann - Christ? Knecht, Frankfurt am Main
- Am Rande der Dinge. Knecht, Frankfurt am Main
- Erbe und Zukunft des Abendlandes. Marion von Schröder Verlag, Hamburg
- Der Fall Galilei und wir. Knecht, Frankfurt am Main
- Quantenbiologie: Einführung in einen neuen Wissenszweig. Springer, Berlin / Göttingen / Heidelberg 1954 (2. Auflage 1964)
- Streit um die Technik. Knecht, Frankfurt am Main 1956
- Die Teufelsschule. Aus dem Vermächtnis eines Arztes. Frankfurt a. M. 3. Auflage 1957
- Prometheus und die Weltübel. Frankfurt Knecht, Frankfurt am Main 1959
- Kontrapunkte eines Forscherlebens. Erinnerungen. Amerikanische Reisebriefe. Knecht, Frankfurt a. M. 1962